# Passiflora bogotensis
Passiflora bogotensis es una planta trepadora originaria de Colombia, del género Passiflora. Aunque se ha reportado también en Venezuela.

## Etimología
El nombre específico se debe a la localidad donde, en 1843, Karl Th. Hartweg colectó el ejemplar Tipo: «entre Bogotá y Zipaquirá». 

## Descripción
Es una planta trepadora, que suele formar densas masas rastreras, cubierta de vello más o menos denso y con frecuencia ferruginoso. 
El tallo es robusto, angulado, tomentoso; con cirros gruesos, pubescentes, y muy largos.
Las hojas tienen estípulas setáceas, de 4 a 5 mm de largo, caducas; pecíolo de 0,6 a 1,5 cm de largo, delgado, tomentoso, desprovisto de glándulas; lámina de perfil general muy variable aun en un mismo ejemplar, oblonga, ocasionalmente ovalada o triangular-aovada; de 4 a 15 cm de largo y de 3 a 10 cm de ancho; brevemente 2-lobada, con el seno interlobular truncado, a veces con un tercer lobulillo en el centro, y aun en algunos ejemplares el ápice es sólo subplano y ondulado, (los lóbulos son cortos, hasta de 1,5 cm de largo, obtusos o subredondeados, mucronulados); redondeada o subacorazonada en la base, entera o ligeramente ondeada en los bordes; 3-palmatinervia con nervios muy salientes en el envés; pubescente o casi glabra y lustrosa en el haz, densamente hirsuto-tomentosa en el envés; es subcoriácea. Pedúnculos solitarios o más comúnmente binados, hasta de 4 cm de largo, pilosos; con tres brácteas, setáceas, de 3 a 10 mm de largo, violáceas, colocadas cerca del ápice del pedúnculo o algo esparcidas en él.
Las flores son de hasta de 4 cm de diámetro: receptáculo corto, purpurascente exteriormente; sépalos oblongo-lanceolados, de 1 a 1,5 cm de largo y de unos 5 mm de ancho en la base, obtusos en el ápice, más o menos pilosos y verde-purpúreos exteriormente, blancos en el interior; pétalos oblongos, de 6 a 9 milímetros de largo, obtusos, blancos; corona repartida en dos series: la exterior con filamentos de 4 a 5 mm de largo, angostamente liguliformes, subangulados, ensanchados en el vértice en forma de botón achatado, verde-amarillentos con blandas transversales moradas; la interior con filamentos filiformes, de 2 a 3 milímetros de largo, subeapitados, de color verde pálido; opérculo plegado, verdoso, con el margen dividido en pequeños dientecilios; limen anular; ovario globoso, densamente cubierto de pelos largos y blancos; estilos muy alargados.
Fruto globoso, de 1 a 1,5 cm de diámetro, morado-negruzco en la madurez; semillas aovadas o cuneado-obovadas, de unos 3 mm de largo, surcadas transversalmente.

## Distribución
P. bogotensis es nativa de la Cordillera Oriental de Colombia hasta Venezuela, a altitudes de 2.000 a 3.000 metros sobre el nivel del mar. También se ha encontrado algunas veces en la Sierra Nevada de Santa Marta. 